# Marcelo Travesso
Marcelo Travesso es un director de televisión brasileño. Conocido por sus trabajos en telenovelas de la Rede Globo.

## Televisión
Director
- A história de Ana Raio e Zé Trovão (1990)
- Você Decide (1992)
- Deus nos acuda (1992)
- Sonho meu (1993)
- Tropicaliente (1994
- La próxima víctima (1995)
- Antônio Alves, Taxista (1996)
- Vira-lata (1996)
- Zazá (1997)
- Era uma vez... (1998)
- Chiquinha Gonzaga (1999)
- Terra Nostra (1999)
- Aquarela do Brasil (2000)
- As Filhas da Mãe (2001)
- El clon (2001)
- Tierra Esperanza (2002)
- Mujeres apasionadas (2003)
- Um Só Coração (2004)
- Começar de Novo (2004)
- América (2005)
- Niña moza (2006)
- Amazônia, de Galvez a Chico Mendes (2007)
- Belleza pura (2008)
- India, una historia de amor (2009)
- Río del Destino (2010)
- Fina Estampa (2011)
- Gabriela (2012)
- Rastros de mentiras (2013)
- Reglas del juego (2015)